# Julius von Bessel

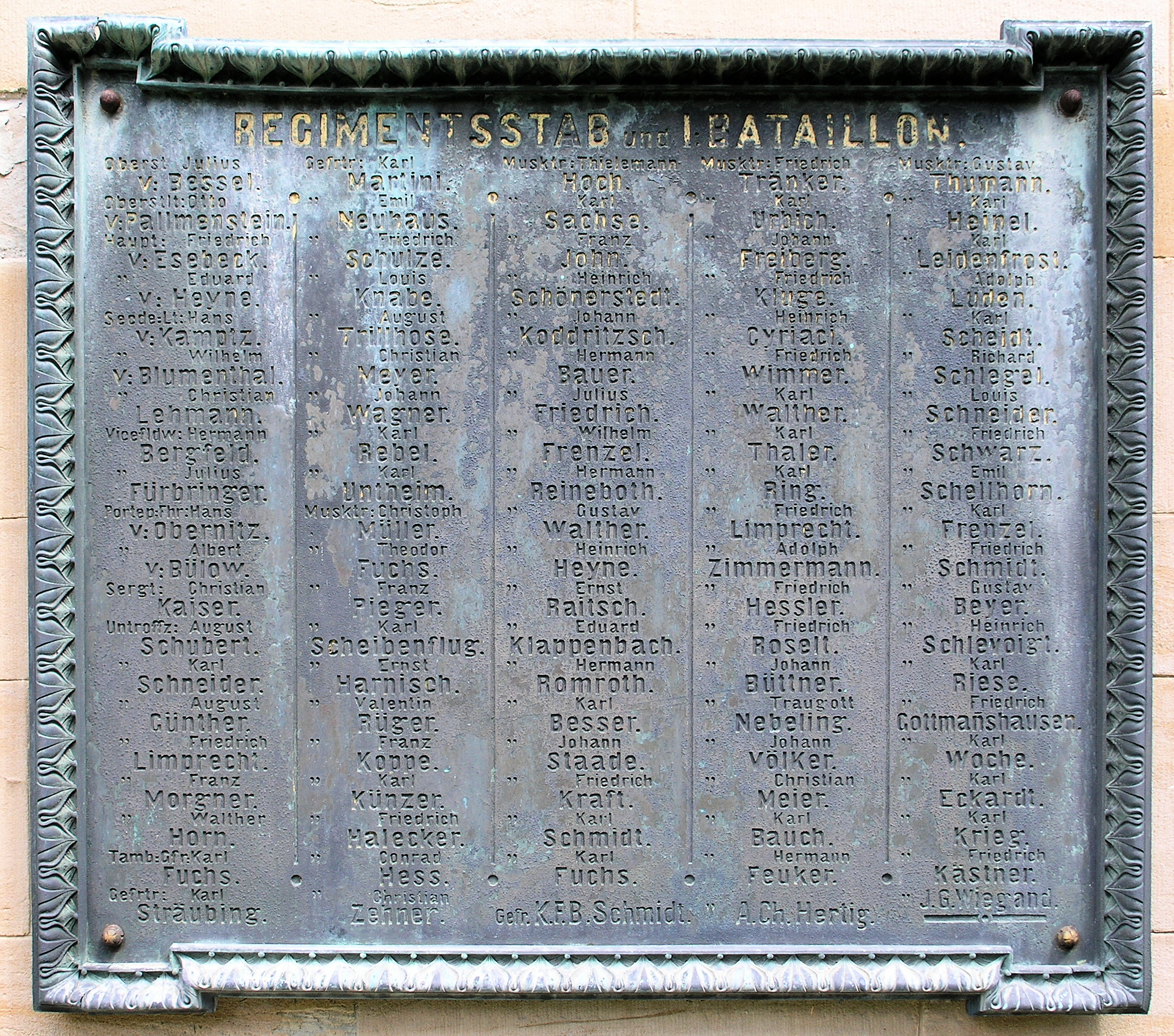
Regimentsstab und I Bataillon des 94er Regiments an der Gedächtnishalle auf dem Historischen Friedhof Weimar

Anton Karl Julius von Bessel (geb. 20. April 1827 in Mainz; gest. 5. Oktober 1870 in Vrigne aux Bois) war in Weimar vom 24. Juni 1867 bis zum 5. Oktober 1870 Kommandeur des Infanterie-Regiment Großherzog von Sachsen (5. Thüringisches) Nr. 94 im Range eines Oberst in preußischen Diensten. Otto von Palmenstein (manchmal von Pallmenstein geschrieben wie auf der Gedenkplatte) übernahm nach Bessels Tod das Kommando über dieses Regiment. Doch auch er war kurz nach Übernahme des Kommandos gefallen im Range eines Oberstleutnants.

## Leben
Sein Vater war Ludwig Victor Franz von Bessel, seine Mutter Juliane Friederike Charlotte von Bessel geb. von Wulffen. Er heiratete in Neiße am 10. November 1862 Henriette von Boddien. Er gehört zum Adelsgeschlecht der Herren von Bessel. 
Bessel war zunächst Kadett, wurde am 27. Mai 1845 als Seconde-Lieutenant dem Kaiser-Franz Garde-Grenadierregiment zugeteilt. Nach einigen Stationen wurde er am 16. Mai 1857 zum Hauptmann und Kompaniechef der 9. Kompanie in diesem Regiment. Am 31. Juli 1860 erfolgte seine Versetzung in den Generalstab. Am 23. Februar 1861 wurde er zum Major befördert und zum 24. September 1861 zum Direktor der Kriegsschule in Neiße, am 23. Oktober 1862 wurde er zum Direktor der Kriegsschule in Engers. Am 17. Juni 1865 wurde Bessel in den Generalstab des VI. Armeekorps versetzt. Ab dem 6. Januar 1866 war er Adjutant beim Gouvernement in Berlin. Am 30. Oktober 1866 wurde er Oberstleutnant im Infanterie-Regiment 80, ab 25. September 1867 übernahm er das Kommando über das Infanterie-Regiment Großherzog von Sachsen (5. Thüringisches) Nr. 94. Am 23. März 1868 wurde er zum Oberst befördert.
Dieses Regiment war auch im Deutsch-Französischen Krieg im Einsatz, in dem von Bessel am 5. Oktober 1870 von Bessel bei Sedan an seinem am 1. Oktober erhaltenen Wunden gestorben war. Bessel wurde einer Aussage von Adelheid von Schorn zufolge durch beide Beine geschossen. Einer anderen zufolge wäre ein Bein betroffen gewesen und eines von einem Leutnant von Massow. Bei dem zahlreiche Verluste einbringenden Angriff wurde eine Kanone erbeutet. Die Großherzogin von Sachsen-Weimar Eisenach besuchte noch vor dem Tod Bessels das Schlachtfeld und damit ihre Soldaten. Er hatte sich den Aussagen nach durch besondere Tapferkeit hervorgetan. Bessel war Inhaber des Eisernen Kreuzes 2. Klasse.
In Weimar war seine Wohnanschrift Auf der Altenburg B 111. Bei Jutta Heckers Geschichte der Altenburg ist Bessel auch erwähnt. Friedrich Graf von Beust, der Bessels Vorgesetzter war, und Minister Christian Bernhard von Watzdorf hatten für ihn diesen Wohnsitz vermittelt. Sie hatten Kontakt zu Liszt aufgenommen. Fortan wohnten alle Kommandeure dieses Regiments in dem Hause. Inwieweit Bessel direkten Kontakt zu Franz Liszt und seinem Umfeld hatte, ist dem Text von Jutta Hecker nicht zu entnehmen, wohl aber die Änderung des Gesamtcharakters des Hauses. War es bis zu Liszts Umzug in die Marienstraße in das als Liszt-Haus bekannte Gebäude Treffpunkt von Musikinteressierten, Musikern, Komponisten und Schriftsteller, dominierte fortan die Uniform, wenn auch der familiäre Rahmen gewahrt blieb. So schreibt sie: 
„Und wo virtuose, leidenschaftliche, weltliche und heilige Akkorde erklungen sind, da ertönt ab und zu Bleckmusik, wenn die Militärkapelle unter den drei Kastanien vor den Sandsteinstufen einem der Herren ein Ständchen bringt. Hinten im Hof in den Ställen wiehern wieder die Reitpferde und Hunde liegen mit gespitzten Ohren und warten auf ihren Herrn.“"
Bessel wurde in Weimar an der Westmauer des Hauptfriedhofes am 10. Oktober 1870 bestattet. Die Gedenkplatten des Kriegerdenkmals Weimar, worauf auch sein Name steht, ist an der Südseite der Gedächtnishalle (Weimar) zu finden. Das von Robert Härtel 1875 geschaffene Kriegerdenkmal wurde durch das Ernst-Thälmann-Denkmal (Weimar) ersetzt. Der Watzdorfplatz wurde in Buchenwaldplatz umgewidmet.
Die heutige Bodelschwingstraße hieß vom 28. September 1900 an bis zur Umbenennung 1945 Besselstraße. Der ranghöchste auf dem Kriegerdenkmal (Weimar) verzeichnete Name ist der von Oberst Julius von Bessel. Der zweithöchste ist der seines Nachfolgers Oberstleutnant Otto von Palmenstein.